# Giochi perversi di una signora bene
Giochi perversi di una signora bene (MitGift) è un film tedesco del 1976 diretto da Michael Verhoeven, interpretato da Senta Berger, che è anche la produttrice, Mario Adorf e Ron Ely.

## Trama
Alice e il suo amante Edgar hanno ucciso il senatore Millinski, l'anziano marito di Alice, che aveva problemi cardiaci, somministrandogli qualche pillola di troppo; Edgar sposa in seconde nozze Alice e ora vivono della sua fortuna nella sua lussuosa villa. Tuttavia, da allora, la costante sfiducia ha reso la vita progressivamente un inferno per entrambi. Alice, una bella e giovane donna, prima incontra vari amanti, prima di nascosto poi sempre più apertamente. Alla fine confida al suo ultimo amante, Kurt, uno scienziato alto, attraente ma insoddisfatto professionalmente, la sua più grande preoccupazione: che suo marito possa un giorno ucciderla. È afflitta dal sospetto che Edgar voglia vendicarsi di tutte le sue trasgressioni, delle sue infedeltà e delle sue faccende serie.
E infatti, i timori della donna si rivelano fondati: Edgar ha escogitato un sofisticato piano di omicidio per diventare l'unico proprietario della grande fortuna. Scambia la sua medicina con una sostanza velenosa, ed entrambi intraprendono un viaggio verso Sorrento per riprendersi finalmente dal non aver fatto nulla a casa. Ma Alice ha intuito da tempo le intenzioni del consorte, finge di prendere la sua "medicina" e simula la sua morte. Una volta all'obitorio, ritorna tra i vivi, ma ormai Edgar è stato arrestato da tempo per omicidio e ora è in prigione. Anche Kurt viene presto abbandonato e Alice parte per un futuro incerto, liberata dal marito e dall'ex amante. Lungo la strada, prende con sé sulla sua auto un giovane e bello autostoppista, con il quale inizia una nuova relazione. Inebriata dalla sensazione di vittoria, Alice diventa negligente e beve un sorso proprio dalla bottiglia lasciata da Edgar.

## Produzione
Il titolo originale del film, MitGift è un gioco di parole volutamente scelto e si destreggia con un'ambiguità: con il termine Gift, che significa Veleno, e con Mitgift, che significa dote.

## Distribuzione
In Germania, dove vige la Freiwillige Selbstkontrolle der Filmwirtschaft (Autoregolamentazione volontaria dell'industria cinematografica, abbreviata in FSK) il film venne ammesso alla programmazione il 15 dicembre 1975 con il divieto ai minori di 16 anni e venne presentato in anteprima il 13 febbraio 1976. In Italia il film ebbe il visto di censura n. 72.267 il 12 agosto 1978 per una lunghezza della pellicola di 2.782 metri. In DVD è stato pubblicato soltanto in Germania, nel 2010, dalla Random House Audio.
Ron Ely, arrivato dagli Stati Uniti, era molto popolare nella Germania Occidentale all'inizio degli anni '70 grazie alla sua interpretazione di Tarzan nella serie televisiva con lo stesso nome (trasmessa sulla ZDF) e successivamente ricevette diverse proposte di recitare in film tedeschi. Fu l'ultimo film come costumista di Ilse Dubois.